# Te lo digo Juan
Te lo digo Juan es un programa de televisión producido y realizado por Canal 26 (canal 26.1 de la televisión digital terrestre) de Puebla TV. El programa tiene como tema central el idioma español, analizando etimologías, ortografía y gramática, entre otras cosas. Los conductores también comentan sobre historia, arqueología, literatura, idioma Náhuatl y cultura general. Durante cada emisión se hace una pregunta al público, para sortear entre quienes acierten un lote de libros.

## Conductores
- Xavier Gutiérrez
- Beatriz Zarain
- Claudia Rivera